# SoundCloud
SoundCloud – społeczność internetowa dla artystów tworzących muzykę uruchomiona w 2007 roku. Portal ma na celu możliwość prezentacji własnych utworów przez artystów oraz umożliwia dyskusję na ich temat. Ponadto użytkownicy mogą szukać utworów według gatunków muzycznych, dzięki czemu mogą znaleźć interesującą ich muzykę.
W lipcu 2013 roku SoundCloud posiadało 40 milionów zarejestrowanych użytkowników oraz 200 milionów słuchaczy. Serwis był notowany w rankingu Alexa na miejscu 141 (stan na 28 czerwca 2021).